# Charles Mewès
 (mars 2016).
Si vous disposez d'ouvrages ou d'articles de référence ou si vous connaissez des sites web de qualité traitant du thème abordé ici, merci de compléter l'article en donnant les références utiles à sa vérifiabilité et en les liant à la section « Notes et références ».

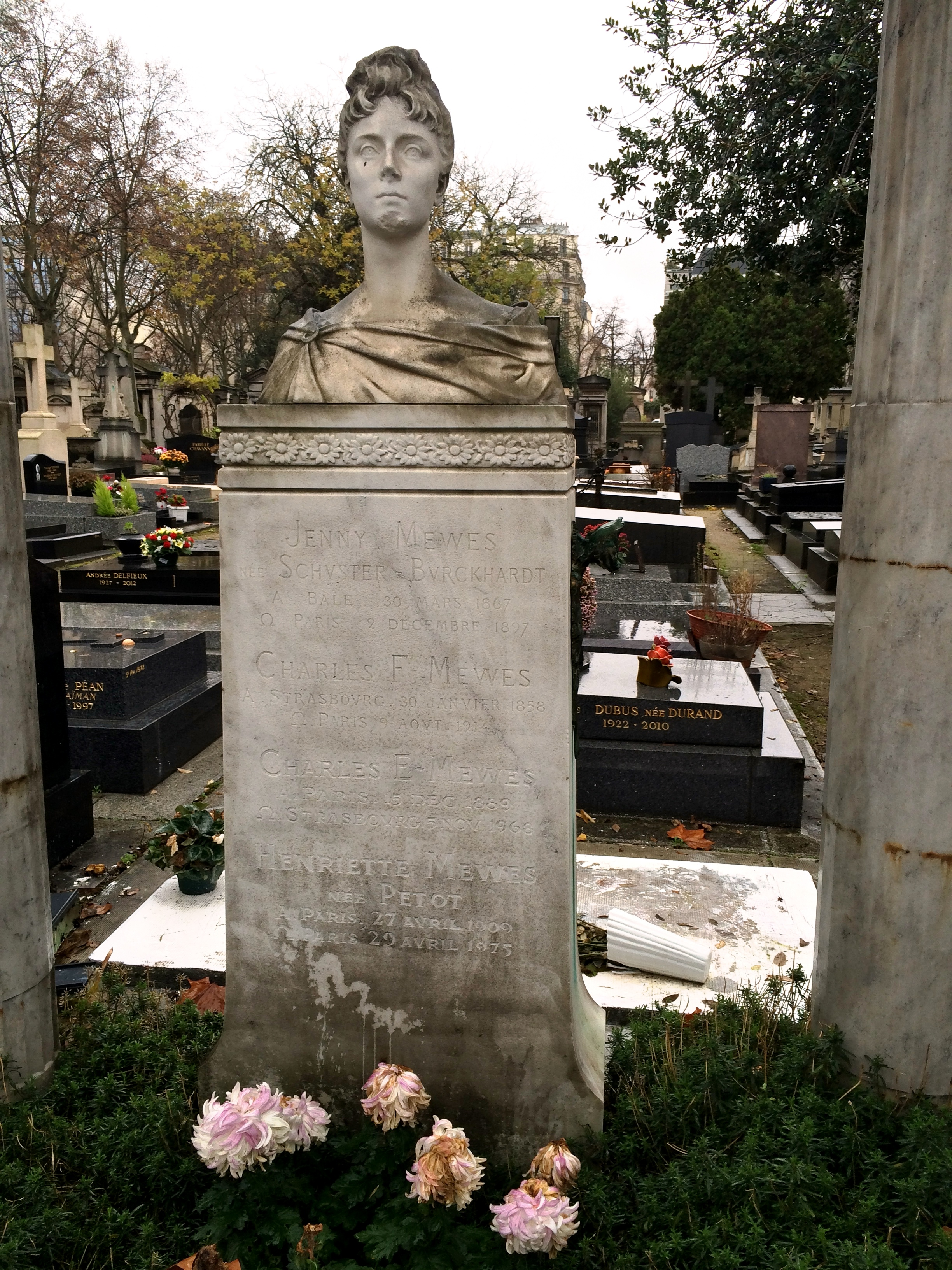
Tombe de Charles Mewes au cimetière du Montparnasse (div. 26), à Paris (ornée du buste de son épouse, Jenny Mewes).

Charles Frédéric Mewès est un architecte français, né à Strasbourg le 30 janvier 1858 et mort le 9 août 1914 dans le 7e arrondissement de Paris.

## Biographie
Charles Frédéric Mewès est issu d'une famille juive d'origine alsacienne (Wissembourg). Toute la famille quitte l'Alsace en 1870, lors de l'invasion prussienne. À vingt ans, il entre au bureau de l'architecte et enseignant aux Beaux-Arts, Jean-Louis Pascal. Celui-ci inculque à son élève une approche hautement professionnelle de l'architecture. Mewès concourt ensuite pour le Grand Prix de Rome de 1885 et est diplômé des Beaux-Arts en 1886 .

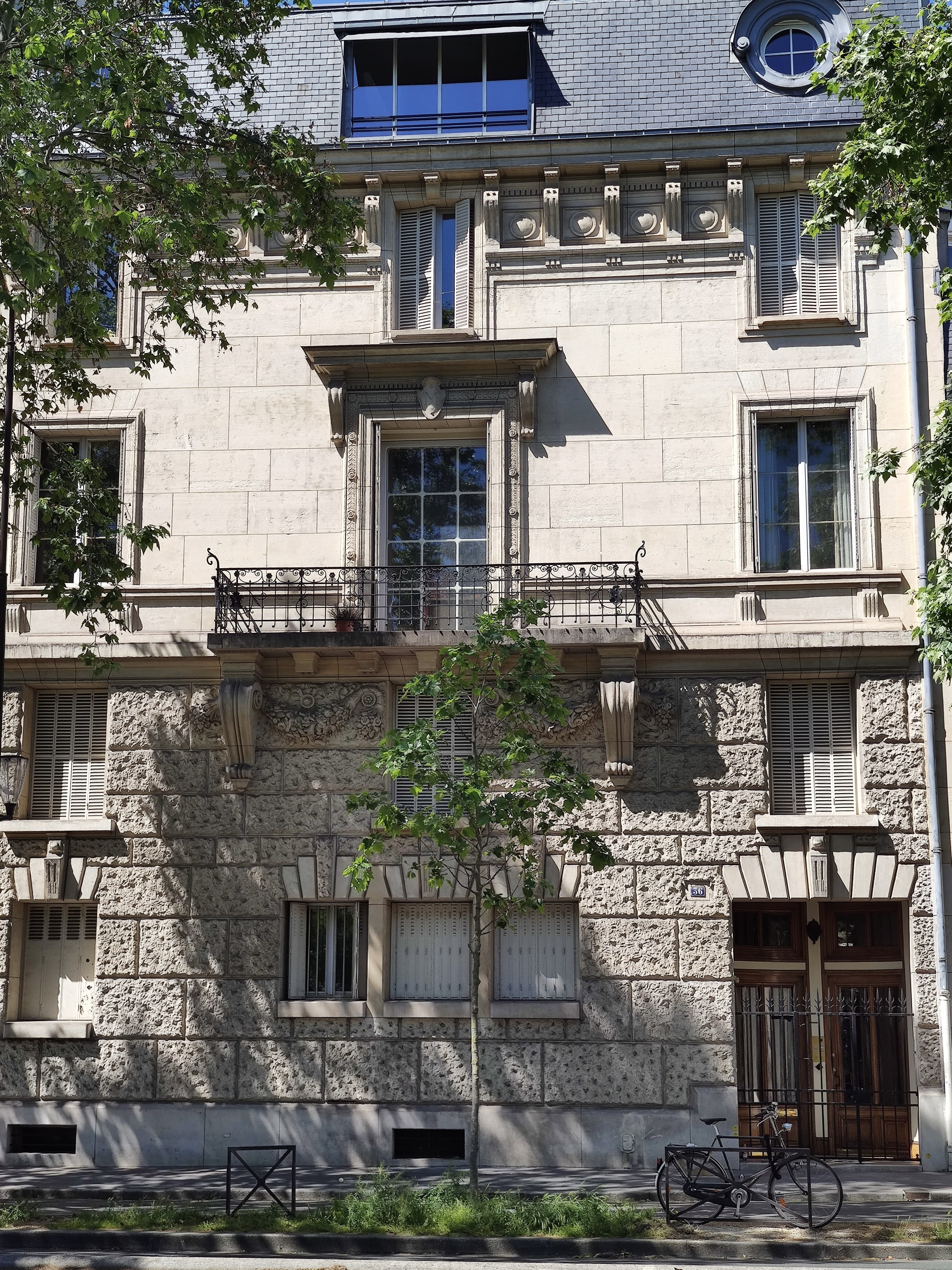
No 36, boulevard des Invalides, Paris.

Homme brillant et cultivé, Charles Mewès possède une bibliothèque raffinée, notamment dans le domaine architectural. Décrit comme « le type même de l'intellectuel français de bonne souche » par le journal du Royal Institute of British Architects (1947), il réalise nombre d'œuvres qui suscitent l'admiration : le château de Rochefort-en-Yvelines, la maison de Jules Ferry ainsi que la sienne, située 36, boulevard des Invalides. Il devient lui-même formateur et enseigne donc l'architecture à de nombreux élèves venus du monde entier.
En 1900, il s'associe avec l'architecte britannique Arthur Joseph Davis, qui avait été son condisciple à l'École des beaux-arts de Paris, au sein de l'agence « Mewès et Davis ».
Charles Mewès achète le petit château fort de Scharrachbergheim en Alsace où il passe beaucoup de temps avec ses trois enfants après le décès de sa femme en 1896. Il meurt le 9 août 1914, à l'âge de 56 ans.

## Principales constructions
- Immeuble Guerlain (1913), 68 avenue des Champs-Élysées, Paris 8e[3].
- Siège du Crédit foncier de France (1914), 46 rue Cambon, Paris 1er[4].

### Hôtels de voyageurs
- Hôtel Le Damantin, hôtel et spa, 1 rue Bayard, 75008 Paris. Façade néo-Louis XIII (1885). Résidence de Jules Ferry de 1885 à 1893.
- Hôtel Ritz, 15 place Vendôme (Paris) (1897-1898) : transformation de l'hôtel de Gramont pour César Ritz, le premier hôtel au monde à disposer d'une salle de bain pour chaque chambre[5], ceci grâce à son invention des courettes d'aération.
- Hôtel Carlton de Londres (1899), le premier établissement dans lequel il combina l'utilisation de la pierre et de l'acier.
- Hôtel Ritz, 150 Piccadilly (Londres) pour César Ritz (1904-1905) : Mewès y recherche une unité stylistique, dominée par les références au style Louis XVI.
- Hôtel Ritz de Madrid (1910) : en association avec l'architecte espagnol Luis de Landecho.
- Hôtel María Cristina à San Sebastián (Espagne) (1912).

### Résidences privées

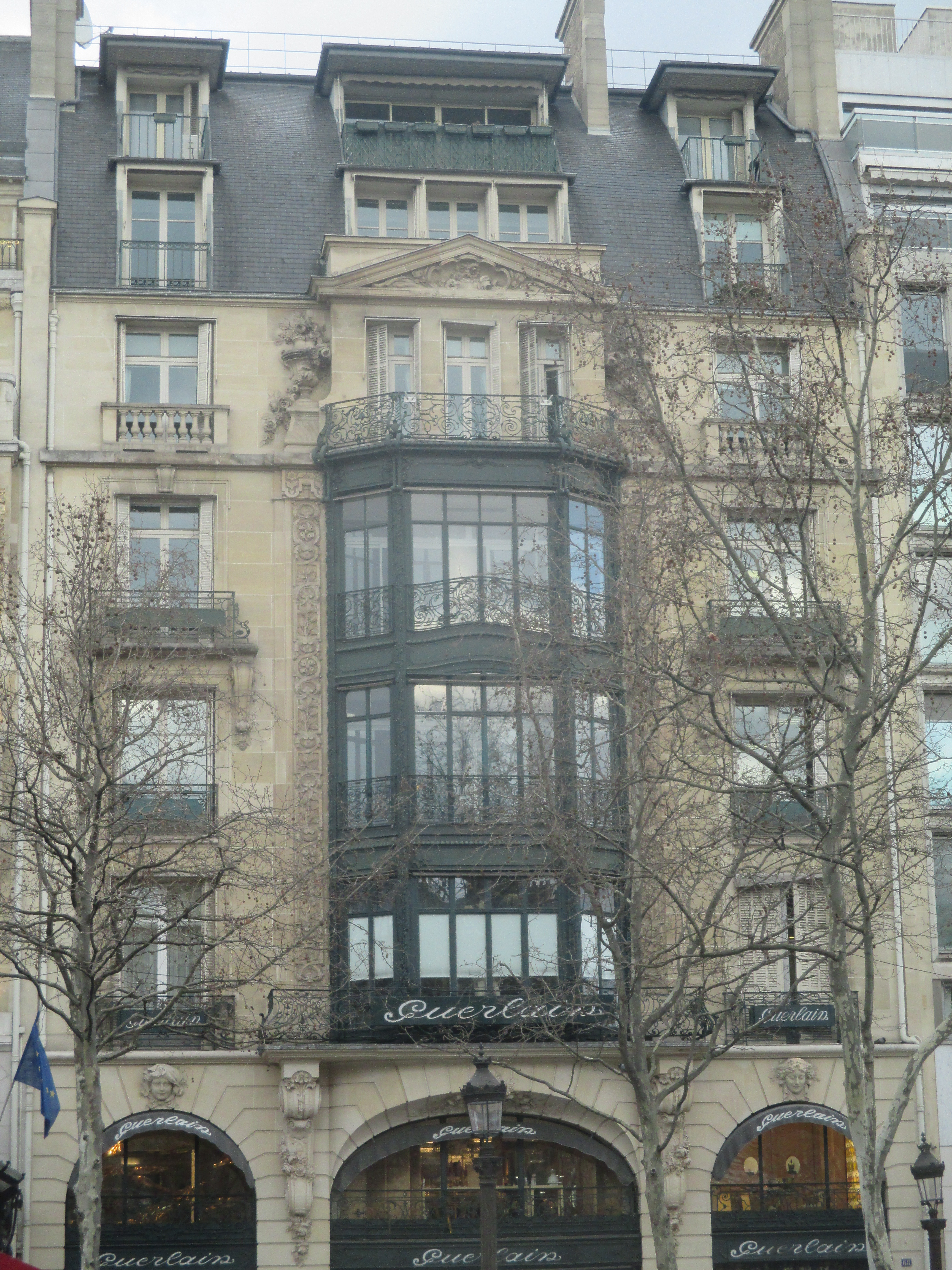
Immeuble Guerlain, construit en 1913, 68 avenue des Champs-Élysées à Paris.

- Château Porgès de Rochefort-en-Yvelines (Yvelines) construit entre 1896 et 1904 pour Jules Porgès, inspiré de l'hôtel de Salm (Palais de la Légion d'honneur) mais de proportions doubles, entreprise démesurée qui n'a pas été achevée.
- Hôtel Rodolphe Kann, 51 avenue d’Iéna (Paris) : transformation pour Calouste Gulbenkian d'un bâtiment construit par Ernest Sanson, en association avec Emmanuel Pontremoli.
- Lutton Hoo (Bedfordshire, Angleterre) pour Sir Julius Wernher, associé de Jules Porgès : réaménagement complet, addition de combles mansardés, grand escalier, décor intérieur (1903)
- Polesden Lacey (Surrey, Angleterre) : extension réalisée pour Ronald Greville en vue de créer un appartement destiné à recevoir le roi Édouard VII (1906).
- Coombe Court, réaménagement pour Lady de Grey.
- Hôtel, 18 avenue Élisée-Reclus (Paris) : construit en 1909 pour Lucien Guitry. Il devient en 1925 la résidence de son fils, Sacha Guitry. De style néoclassique, son bureau-galerie ovale abritait la collection d'œuvres d'art rassemblées par les Guitry. Démoli en juillet 1963[6].

### Navires et autres
- Royal Automobile Club sur Pall Mall à Londres (1908-1911).
- Paquebot Amerika (1905), le premier à avoir été entièrement dessiné par un même architecte.
- Paquebot Imperator (1913) remarquable pour l'emploi à profusion du marbre, notamment pour la piscine et la salle à manger de première classe.
- Paquebot Vaterland (1914) où Mewès a été le premier à diviser les conduits des cheminées pour donner une échappée de vue complète dans le centre des salles publiques et d'un bout à l'autre du bateau. Paquebot Vaterland.
- Établissement thermal de Contrexéville (Vosges)[7].
- Siège de la Westminster Foreign Bank (1920-1921), Treurenberg, 2-4 à Bruxelles